# Nombre de Bulygin
El nombre de Bulygin {\displaystyle (Bu)} és un nombre adimensional que s'utilitza en la transferència de calor per caracteritzar l'assecat d'un cos humit. Representa la relació de l'energia utilitzada per evaporar el líquid i l'energia que s'utilitza per escalfar el cos humit.
Es defineix de la següent manera:
{\displaystyle \mathrm {Bu} ={\frac {\Lambda \zeta \Delta p}{c\Delta T}},}
on :
- {\displaystyle \Lambda } = calor específic de vaporització del líquid,
- {\displaystyle \zeta ={\frac {d(u_{1}+u_{4})}{dp}}} = coeficient d'aire humit en un cos porós,
- {\displaystyle u_{1}} = contingut d'humitat de la humitat absoluta de l'aire (%),
- {\displaystyle u_{4}} = contingut d'aire sec en els porus i els capil·lars del cos (%),
- {\displaystyle c} = calor específic d'un cos humit,
- {\displaystyle \Delta p} = diferència de pressió dins i fora del cos
- {\displaystyle \Delta T=T-T_{0}} = diferència entre la temperatura final i la inicial.